# Cracca longipes
Cracca longipes là một loài thực vật có hoa trong họ Đậu. Loài này được (Meisn.) Kuntze mô tả khoa học đầu tiên năm 1891.